# 藏庫利巴利
藏庫利巴利（法語：Zan Coulibaly），是馬里的城鎮，位於該國西部，由庫利科羅區的迪瓦拉省負責管轄，面積388平方公里，海拔高度361米，2009年人口25,061，人口密度每平方公里64.6人。